# Terrancolom
Terrancolom és un paratge format per camps de conreu del terme municipal de Conca de Dalt, a l'antic terme de Toralla i Serradell, al Pallars Jussà, en territori que havia estat del poble de Serradell.
Està situat a prop i al sud-est de Serradell, al sud-oest de la partida d'Hortals, al sud-est de la Cadolla. D'aquest lloc davallen cap al riu de Serradell les Comes i, a l'extrem occidental, la llau de la Cadolla.